# Walter Franke (Politiker, 1911)
Walter Franke (* 28. April 1911 in Berlin; † 18. September 1981 ebenda) war ein deutscher Politiker (SPD).
Walter Franke besuchte eine Volksschule und machte eine Lehre als Werkzeugmacher. In diesem Beruf hat er auch gearbeitet. Bei der Berliner Wahl 1948 wurde er in die Stadtverordnetenversammlung von Groß-Berlin gewählt. Ende 1950 schied er aus dem Parlament aus.